# Post-it

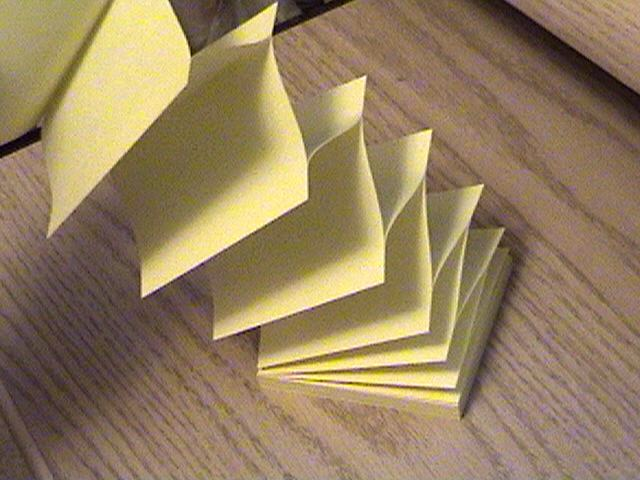
Post-it

A Post-it a jegyzettömbök egy típusa, melynek szélén keskeny, egyedi anyagból készült ragasztós sáv van. A lapok többször átragaszthatóak. Napjainkban számos formában, színben és méretben elérhetőek, de az eredeti megjelenése kanárisárga színű volt, 76×76 mm (3×3 hüvelyk) széles négyzet. A Post-itet a 3M dolgozója, Art Fry találta föl, a rajta lévő ragasztóanyagot kollégája, Spencer Silver. Az 1990-es évekig, míg a szabadalom le nem járt, kizárólag a 3M gyárában, Cynthianában (Kentucky) gyártották. Bár mára már számos cég gyárt hasonló tapadós jegyzetlapokat, a legtöbb Post-itet még mindig Cynthianában állítják elő. A Post-it elnevezés és a kanárisárga szín a 3M védjegye.

## Létrejötte

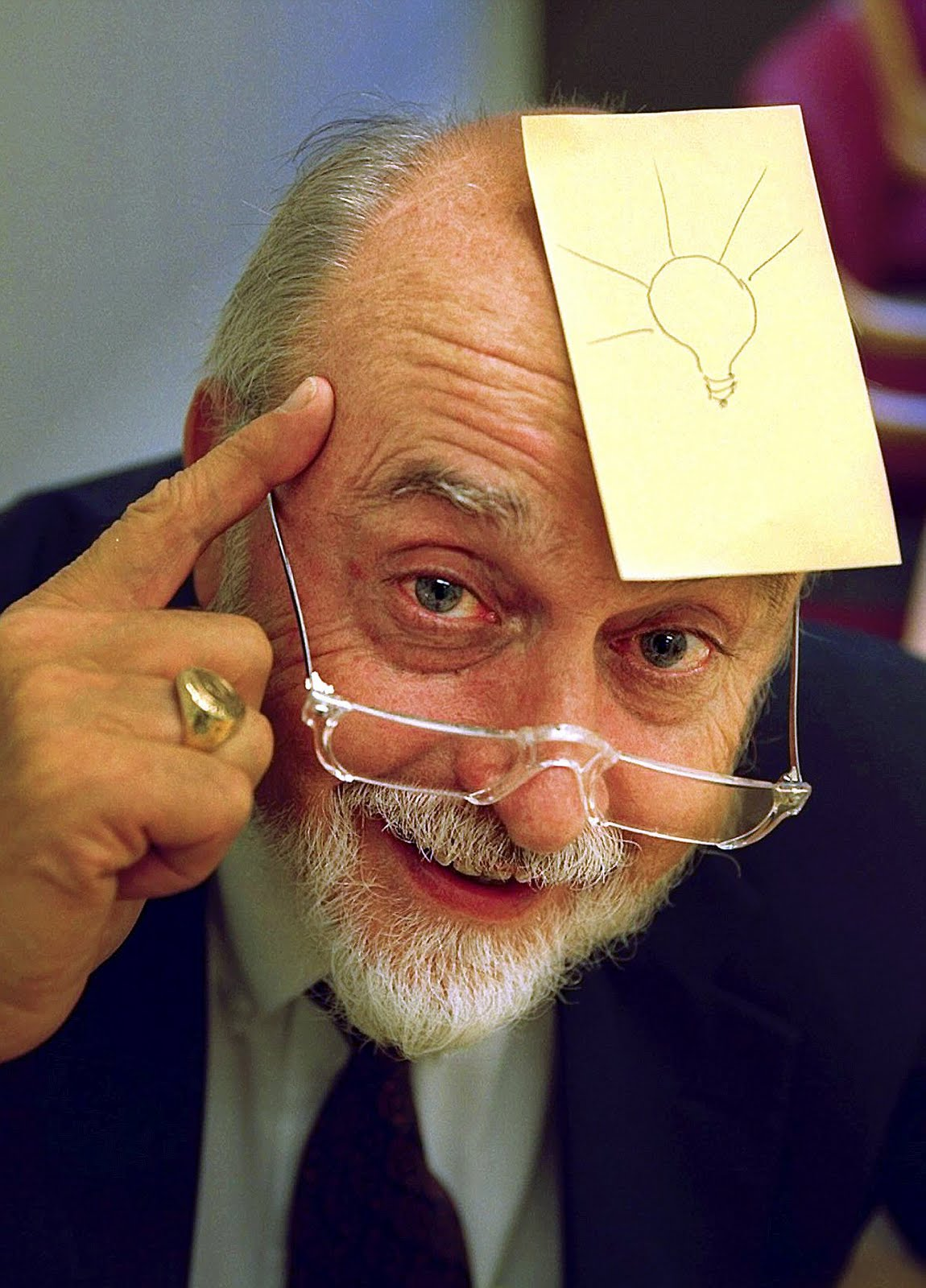
Arthur Fry

1968-ban dr. Spencer Silver, a 3M kémikusa feltalált egy alacsony tapadású, újrafelhasználható ragasztóanyagot. Silver öt éven át sikertelenül próbálta a 3M-ben népszerűsíteni a felfedezését. 1974-ben az egyik kollégája, Art Fry hozakodott elő az ötlettel, hogy a ragasztóanyagot az énekeskönyve könyvjelzőinek tapadóssá tételére használják fel. 1977-ben a 3M Press 'n Peel néven piacra dobta a terméket négy városban, de az eredmények várakozáson aluliak voltak. Egy évvel később a cég ingyenes mintákat osztott szét belőle Boise (Idaho) lakóinak, és a felhasználók 95%-a azt mondta, szívesen megvenné a terméket. 1980. április 6-án végül a termék bekerült az amerikai boltokba Post-It Notes néven. 1981-ben a Post-it-et bevezették Kanadában és Európában is.
2003-ban a cég előállt a termék újabb változatával (Post-it Brand Super Sticky notes), mely jobban tapadt, és nem csak sima felületekre. A hagyományos Post-it a hátuljának csak egy kis felületén tapad. Különleges célokra készültek hasonló termékek teljes tapadós felülettel is, az amerikai postahivatal is ezeket használja a küldemények címkézésére.
A kanárisárga szín a véletlen műve volt. A csapat melletti laborban volt egy rakás hulladék sárga papír, és ezt használták fel.

## A Post-it a tömegkultúrában
- A Haláli hullák című televíziós sorozatban a kaszások főnöke, Rube, Post-it cédulákra írta fel a következő halottak nevét és haláluk időpontját, hogy a kaszások még haláluk előtt kihozzák a lelkeket a testből
- A Romy és Michele című filmben Romy (Mira Sorvino) és Michele (Lisa Kudrow) tízéves osztálytalálkozójukra készülvén azt állítják, hogy ők sikeres üzletasszonyok, és ők találták föl a Post-itet.
- A Mindenható című filmben Bruce az imák rendszerezésénél próbálkozik Post-it címkékkel, de nem válik be.
- A Hivatali patkányok című film poszterén egy hivatalnok teljesen be van borítva Post-it cetlikkel.